# Oxira nubifera
Oxira nubifera är en fjärilsart som beskrevs av W. Warren 1912. Oxira nubifera ingår i släktet Oxira och familjen nattflyn. Inga underarter finns listade i Catalogue of Life.